# Pictorul (constelație)
Pictorul (pe latinește Pictor) este o constelație discretă de pe cerul austral. Numele ei actual este o abreviere a numelui inițial: Equuleus Pictoris (însemnând în latină „Șevaletul Pictorului”), ea fiind reprezentată de obicei ca un șevalet.

## Descriere și localizare
Pictorul se găsește în vestul luminoasei stele Canopus din constelația Carena și în nordul Marelui Nor al lui Magellan (MNM). Numai două din stelele sale ating o magnitudine aparentă mai mică de 4m. Datorită poziției sale foarte sudice nu poate fi observată din zona noastră. 

## Obiecte cerești
Coordonate:  05h 00m 00s, −50° 00′ 00″